# Falkenå
Falkenå säteri är ett tidigare säteri i Kräcklinge socken i Närke.
Före 1600 var Falkenå namnet på byn Hacketorp där landshövdingen Melker Falkenberg på 1640-talet uppförde godset 2,5 kilometer från Kräcklinge kyrka; han namngav godset efter sig själv. Huvudbyggnaden, som uppfördes på 1600-talet, totalförstördes i en eldsvåda 1948 och av 1600-talsgodset återstår i dag endast två flygelbyggnader samt parken och trädgården. Huvudbyggnaden uppfördes med två våningar i reveterat trä innehållande tio rum, två hallar och kök. En större ombyggnad genomfördes på 1800-talet, då byggnaden fick en nyklassisk stil. Efter det att den ena flygelbyggnaden renoverats 1928 kom huvudbyggnaden att stå obebodd fram till 1940 då en renovering och modernisering genomfördes. Den mindre flygelbyggnaden innehåller tre rum och kök och har under åren genomgått flera renoveringar. Den större flygelbyggnaden, innehållande sju rum, hall och kök, renoverades och moderniserades 1928 på initiativ av utrikesrådet Arvid Richert som använde flygeln som huvudbyggnad fram till 1940 då den egentliga huvudbyggnad som stått obebodd renoverades. Till godset finns ett flertal ekonomibyggnader av varierande ålder, de flesta från 1800-talet. Den stora ladugården uppfördes 1910 och moderniserades 1936; samtidigt byggdes stallbyggnaden om till maskinhall. Till godset hörde även fem arbetarbostäder.

## Ägarlängd
När Melker Falkenberg avled 1651 ärvdes egendomen av hans son, vice presidenten i Göta hovrätt Henrik Georg Falkenberg som 1682 bytte till sig Hacketorps kronohemman som han sammanfogade med Falkenå säteri och drev fram till sin död 1709. Falkenbergs arvingar sålde egendomen till regementskvartermästare Carl Lagerhjelm som sedan 1704 redan ägde det närliggande godset Skoftesta. Vid hans död 1737 ärvde sonen, major Gustaf Lagerhjelm, som förutom de två gårdar han nu ärvde även ägde godset Hageberg i Viby socken. När Lagerhjelm avled 1761 övertogs egendomen av sonen, major Gustaf Lagerhjelm (1743–1804), som drev godset till sin död 1804. Ny ägare blev hans systerson Henrik Johan Sahlefelt och efter hans död 1830 bytte godset ägare flera gånger; bland dessa märks von Hermansson och landshövdingen i Stockholms län Claes Fredrik Horn, löjtnant Johan Robert Ulrik Brauner, kabinettskammarherre Bengt von Schildt, fröken Lovisa Hamilton, en handlande Hagendahl och en inspektor Cedervall. År 1869 inköptes Falkenå av sedermera ryttmästare Claes Fredrik af Burén (1836–1892). Sonen Pontus af Burén, som sedan 1887 förvaltat egendomen, ägde densamma 1896—1905. Därefter gick godset genom flera händer och innehades bland annat av Erik J. Jonsson i Lövsta (Knista socken). År 1920 inköptes Falkenå av grosshandlare John Jansson, som 1928 sålde gården till utrikesrådet Arvid Richert. Denne övertog egendomen och gjorde flera upprustningar innan han 1934 sålde den vidare till Johan Geis (död 1940).